# Jaiber Jiménez
Jaiber Jiménez Ramírez (Oaxaca de Juárez, 7 gennaio 1995) è un calciatore messicano, difensore svincolato.

## Caratteristiche tecniche
È un terzino sinistro.

## Carriera
Cresciuto nel settore giovanile del Cruz Azul, debutta in prima squadra l'11 settembre 2019 sostituendo Igor Lichnovsky a venti minuti dal termine dell'incontro di Liga MX perso 3-1 contro il Santos Laguna; il 19 febbraio 2021 esordisce anche in CONCACAF Champions League nell'andata degli ottavi di finale vinta 2-1 contro il Portmore Utd.

## Statistiche
Statistiche aggiornate all'8 aprile 2020.

### Presenze e reti nei club
| Stagione        | Squadra         | Campionato      | Campionato | Campionato | Coppe nazionali | Coppe nazionali | Coppe nazionali | Coppe continentali | Coppe continentali | Coppe continentali | Altre coppe | Altre coppe | Altre coppe | Totale | Totale | Totale |
| Stagione        | Squadra         | Comp            | Pres       | Reti       | Comp            | Pres            | Reti            | Comp               | Pres               | Reti               | Comp        | Pres        | Reti        | Pres   | Reti   |        |
| --------------- | --------------- | --------------- | ---------- | ---------- | --------------- | --------------- | --------------- | ------------------ | ------------------ | ------------------ | ----------- | ----------- | ----------- | ------ | ------ | ------ |
| 2019-2020       | Cruz Azul       | LMX             | 3          | 0          | CM              | 0               | 0               | CCL                | 2                  | 0                  |             | -           | -           | 5      | 0      |        |
| 2020-2021       | Cruz Azul       | LMX             | 2          | 0          | -               | -               | -               | CCL                | 1                  | 0                  |             | -           | -           | 3      | 0      |        |
| Totale carriera | Totale carriera | Totale carriera | 5          | 0          |                 | 0               | 0               |                    | 3                  | 0                  |             | -           | -           | 8      | 0      |        |